# Ballon d'or (rap)
Pour les articles homonymes, voir Ballon d'or (homonymie).
 (décembre 2020).
Albums de Sinik
Le Toit du monde
(2007) La Plume et le Poignard
(2012)
Ballon d'or est le quatrième album du rappeur français Sinik, sorti le 30 novembre 2009. 
Contrairement aux précédents, celui-ci est un échec commercial malgré un disque d'or. Sinik dit avoir voulu changer de flow et prendre plus de risques car certains lui reprochaient de toujours faire le même type de musique.

## Composition
Sinik fait cinq collaborations dont Soprano, Leck, SixCoups MC, Kayna Samet et Cheb Akil. 

## Promotion
Les premiers extraits de Ballon d'or diffusés en radio sont Adrénaline et Mort ou vif.

## Liste des pistes
| 1.      | S.I.N.I.K.Mikaze                           | Trafeek Music                | 2:47 |
| 2.      | Adrénaline                                 | Kayna Samet & Trafeek Music  | 4:03 |
| 3.      | Mauvaise graine                            | Wealstarr                    | 4:54 |
| 4.      | Le banc des accusés                        | Trafeek Music                | 4:56 |
| 5.      | Zone abandonnée (featuring Soprano)        | Enzo Vega                    | 4:12 |
| 6.      | Paroles d'hommes                           | Enzo Vega & Trafeek Music    | 3:39 |
| 7.      | Tête à tête (featuring Leck)               | Enzo Vega                    | 3:47 |
| 8.      | 4-4-2                                      | Enzo Vega & Le Son Des Anges | 3:19 |
| 9.      | Le goût du goudron (featuring SixCoups MC) | Sr Prods                     | 4:56 |
| 10.     | Inespérée (featuring Kayna Samet)          | Enzo Vega                    | 3:07 |
| 11.     | Dialogue de sourd                          | Sr Prods                     | 3:52 |
| 12.     | Gladiateurs (featuring Cheb Akil)          | Skalpovich                   | 3:38 |
| 13.     | Dangereux                                  | Enzo Vega                    | 3:28 |
| 14.     | Mort ou vif                                | Enzo Vega                    | 4:44 |
| 15.     | Mort ou vif II                             | Sr Prods                     | 4:42 |
| 1:00:00 |                                            |                              |      |

## Polémique
En mars 2010 France Football demande le retrait de l'album ainsi qu'une compensation financière de 90 000 € pour l’utilisation de la marque Ballon d'or.

## Clips
- Medley Ballon d'or : un clip de 6 minutes qui contient quelques parties des morceaux
- Adrénaline
- Zone abandonnée
- Gladiateurs
- Mort au vif, court métrage

Freestyles
- Sinik avec Cifack et Six Coups MC sur Booska-P
- Sinik avec Cifack, Six Coups MC, Youssoupha et Leck sur Rapelite

## Classements et certification
| Classement          | Meilleure position | Ventes | Certification |
| ------------------- | ------------------ | ------ | ------------- |
| France (SNEP)       | 19                 | 50 000 | Or            |
| Belgique (Ultratop) | 40                 | 50 000 | Or            |